# De Oude Bakkerij
De Oude Bakkerij is een bakkerijmuseum in de Noord-Hollandse stad Medemblik. Het museum is in 1985 opgericht naar aanleiding van een tentoonstelling in het stationsgebouw van de Museumstoomtram Hoorn-Medemblik.

## Geschiedenis
Het museum begon in 1985 naar aanleiding van een tentoonstelling van de privécollectie van Cees de Boer. De Boer was zelf bakker in Wadway en zijn grootste collectie was een collectie van bakkersspullen. Zijn dochter Ans en schoonzoon Theo Spil, eveneens bakker, toonden begin jaren 80 delen van de collectie in de oudheidkundige kamer, in het voormalige weeshuis van Medemblik. Later startten zij samen het museum. Het museum opende voor het eerst de deuren in 1985 in de Tuinstraat. Het pand was een voormalige slagerij. In 1988 verhuisde het museum naar het huidige pand aan de Nieuwstraat. De sigarenzaak aan de voorkant werd verbouwd tot bakkerswinkel en de timmerfabriek aan de achterkant tot bakkerij. Op 4 februari 1989 opende het museum hier de deuren.

## Ervaren
De winkel aan de voorzijde van het museum is zowel de museumwinkel als een echter bakkerswinkel. In het museum zelf kunnen kinderen ervaren hoe het is om bakker te zijn door op speciale dagen zelf marsepeinfiguren, pepernoten of andere dingen te bakken. Ook kan bekeken worden hoe de bakker pralines, chocoladeletters of ijs maakt.